# 捏造
捏造（ねつぞう、でつぞう）は、実際になかったことを故意に事実のように仕立て上げること。「捏」の読み方は古くは「デツ」であるため、でっち上げの語源ともなっている。